# UFC Fight Night: Adesanya vs. Imavov
O UFC Fight Night: Adesanya vs. Imavov (também conhecido como UFC Fight Night 250 e UFC on ESPN+ 108) foi um evento de artes marciais mistas (MMA) produzido pelo Ultimate Fighting Championship (UFC), realizado em 01 de fevereiro de 2025 na ANB Arena, em Riad, Arábia Saudita. Este foi o segundo evento do UFC na capital saudita, após o UFC on ABC: Whittaker vs. Aliskerov, ocorrido em junho de 2024, marcando a crescente presença da organização no Oriente Médio.

## Contexto
O evento ocorreu durante a Riyadh Season, iniciativa que tem transformado Riad em um polo de esportes de combate, atraindo competições internacionais como boxe e slap-fighting. A luta principal colocou o ex-campeão dos médios Israel Adesanya contra o ascendente Nassourdine Imavov, com Adesanya buscando encerrar uma sequência de duas derrotas e Imavov mirando uma chance ao título.

## Resultados
O evento contou com 11 lutas, divididas entre card principal e preliminar. Abaixo estão os resultados oficiais, com os registros dos lutadores antes do evento e os desfechos detalhados.